# Bayárcal
Bayárcal est une commune de la province d'Almería, Andalousie, en Espagne.

## Géographie

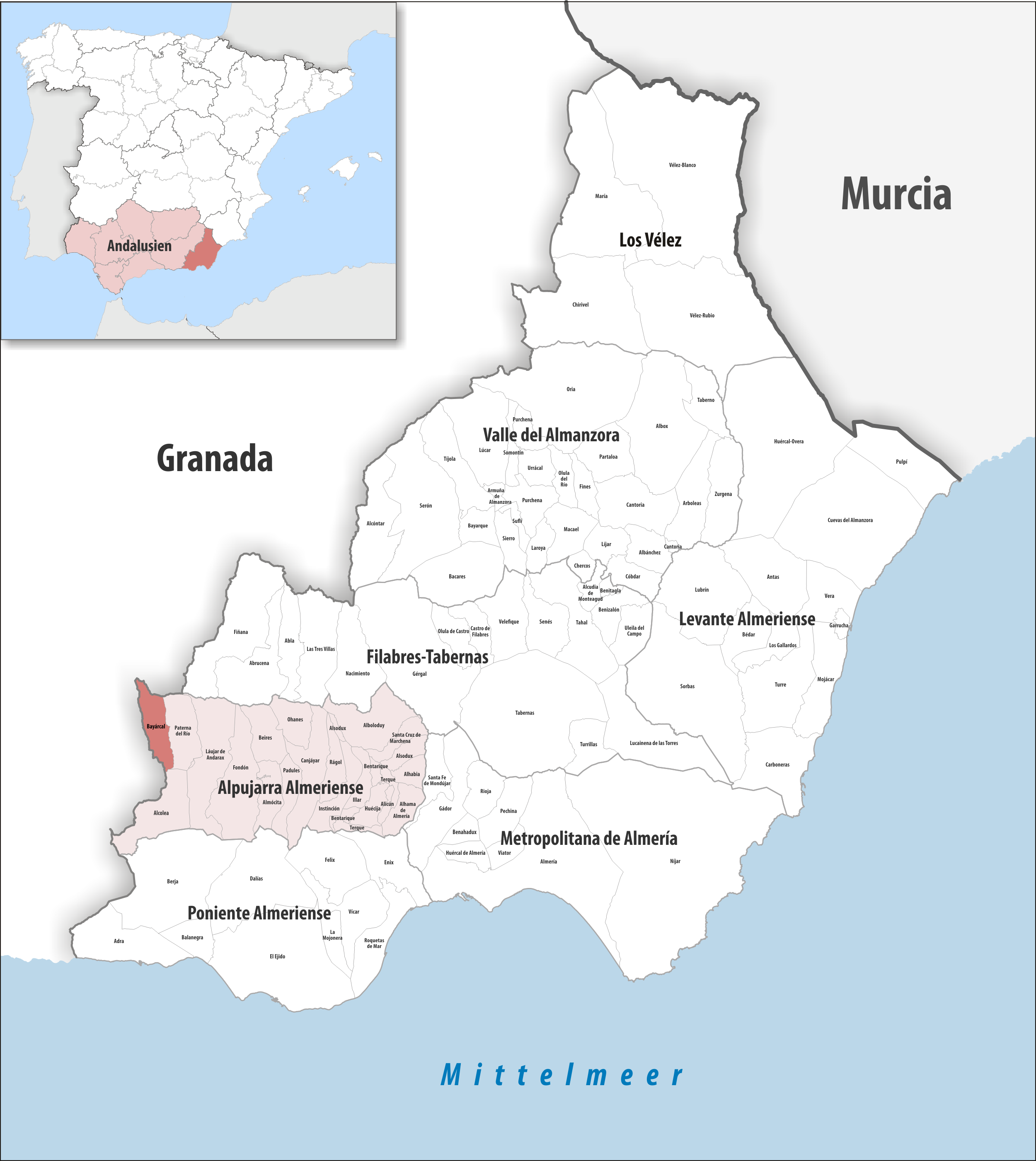
Bayárcal dans la comarque Alpujarra almeriense, province d'Almería / en Andalousie

### Localisation
La commune de Bayárcal se trouve au sud-sud-est de l'Espagne, dans le sud de la province d'Almería et à la pointe nord-ouest de la comarque Alpujarra almeriense.
Elle jouxte quatre communes de la province de Grenade : Huéneja, Dólar et Ferreira au nord (comarque de Guadix), et Nevada à l'ouest (comarque Alpujarra grenadine).
Almería est à 81 km est-sud-est ;
Madrid à 485 km nord ;
Malaga à 203 km ouest ;
Gibraltar à 341 km ouest-sud-ouest (distances par route).
Bayárcal fait partie de l'Alpujarra, petite région entre la sierra Nevada au nord et la mer Méditerranée au sud, limitée à l'ouest par la sierra de Lujar (es) et à l'est par la sierra de Gádor.

## Administration
| Période                                  | Période | Identité | Étiquette | Qualité |
| ---------------------------------------- | ------- | -------- | --------- | ------- |
| N/A                                      | N/A     | N/A      | N/A       | Maire   |
| Les données manquantes sont à compléter. |         |          |           |         |